# WYSIWYG
WYSIWYG er en forkortelse for What You See Is What You Get (Hvad man ser, er hvad man får), bruges om edb-teknologi, der sikrer, at det billede, der ses på skærmen, har nøjagtig overensstemmelse med det, der skrives ud på papir.
WYSIWYG-begrebet var populært i 1980'erne, da teknologien ikke var gængs. I takt med, at WYSIWYG er blevet normen inden for fx tekstbehandling bruges begrebet sjældent. 
Mere præcist betegner WYSIWYG en brugergrænseflade, som
- tillader brugeren at se en nøjagtig gengivelse af det færdige dokument, mens der redigeres i dokumentet
- tillader brugeren at koncentrere sig om indholdet og præsentationen af et dokument og ikke om, hvordan det repræsenteres i en computer
- Gør det muligt for brugeren at skabe dokumenter, grafik m.v. i en ren grafisk form uden at anvende koder.

De fleste kontorprogrammer (fx Microsoft Word og LibreOffice Writer) er i dag tilnærmet WYSIWYG. Tekst kan redigeres i en grafisk repræsentation, med god overensstemmelse mellem form på skærm og udskrift, men der anvendes stadig skjulte koder til komplicerede elementer. Det samme gælder moderne tegneprogrammer mv.
Tidligere var tekstbehandling inspireret af markup-systemer, hvor teksten skrives med koder, der angiver "dette er en overskrift" etc. Denne type systemer (fx TeX) anvendes stadig til meget krævende opgaver, og websider skrives i HTML, der er inspireret af denne tankegang. Tidlige pc-tekstbehandlingssystemer som Wordstar og WordPerfect anvendte en enkel form for markup med elementer af WYSIWYG. 

## Historie
Betegnelsen WYSIWYG stammer fra forskningscenteret Xerox PARC. I 1973 skabtes her Alto, den første moderne personlige computer med bitmap-skærm, vinduer osv., og i slutningen af 1970'erne udviklede Charles Simonyi tekstbehandlingsprogrammet Bravo til Alto. Bravo udnyttede dels, at Alto gav mulighed for at anvende mus og vinduer ved redigering, dels at Alto havde en skærm med plads til en hel side tekst og dels, at man på Xerox PARC få år før havde opfundet laserprinteren. Det var derfor muligt at vise det samme billede på skærmen, som blev skrevet ud på printeren, dog med varierende opløsning (Alto havde en 72 pixel per tomme (PPI) skærm, de første laserprintere havde en opløsning på 300 PPI).
Selve ordvalget "What you see is what you get" stammer fra den amerikanske TV-serie The Flip Wilson Show (1970-1974), hvor karakteren "Geraldine" gang på gang anvender dette udtryk.
Alto og Bravo fandtes kun på Xerox PARC. WYSIWYG blev populariseret i 1984 af Apple Macintosh, som med programmerne MacWrite og MacPaint tillod WYSIWYG behandling af tekst og tegninger. Apples WYSIWYG-systemer og introduktion af laserprinteren Apple LaserWriter dannede i de følgende år grundlag for desktoppublishing, hvor WYSIWYG princippet anvendes til komplicerede dokumenter og layout. WYSIWYG-princippet har på denne måde grundlæggende forandret, hvordan computere anvendes.
Charles Simonyi kom senere til Microsoft, hvor han blev leder af Microsofts applikationsafdeling. Bravo blev derfor det direkte grundlag for Microsoft Word. Microsoft Word blev i første omgang udviklet til Macintosh og senere til Microsoft Windows.

## Eksterne adresser
- What has WYSIWYG done to us? Arkiveret 15. september 2008 hos  Wayback Machine (på engelsk)
- WYSIWYG på Internet Movie Database (engelsk) (på engelsk)